# Smedsgården och Bredäng
Smedsgården och Bredäng var en av SCB definierad och namnsatt småort i Ronneby kommun i Blekinge län, bestående av orterna Smedsgården och Bredäng i Listerby socken. SCB räknar bebyggelsen från 2015 som en  del av tätorten Kuggeboda.